# Iglesia de San Andrés (Cracovia)
La iglesia de San Andrés (en polaco: Kościół św. Andrzeja) es un templo católico de estilo románico del siglo XI situado dentro del Centro histórico de la ciudad de Cracovia, en el voivodato de Pequeña Polonia (Polonia).

## Historia
Este templo está sito en la calle Ulica Grodzka cerca del Castillo Real de Wawel, fue edificado entre los años 1079 y 1098, y fundado en el año 1079 por paladín Sieciech, por lo tanto uno de los edificios más antiguos de la ciudad de Cracovia.
En el año 1241, resistió las incursiones tártaras, además de refugiar en su interior a los residentes locales.
Fue el centro de la colonia Okol que existió por aquí en el siglo IX antes de la Plaza Mayor y mucho antes del centro de Cracovia.
Desde el año 1320 fue utilizado por la Orden de San Clara (Clarisas).

## Descripción
La iglesia está edificada en estilo románico, construida como una iglesia-fortaleza, con aberturas defensivas y dos torres.
Se caracteriza por sus aberturas en la parte inferior de gran parte de la fachada, así como las ventanas defensivas, propias de la parte de construcción de carácter defensivo.
En su interior, remodelado durante el siglo XVIII, se puede encontrar decoraciones interiores realizas por Baltazar Fontana, y pinturas de Karol Dankwart, además incluye un característico púlpito en forma de barco.

## Galería

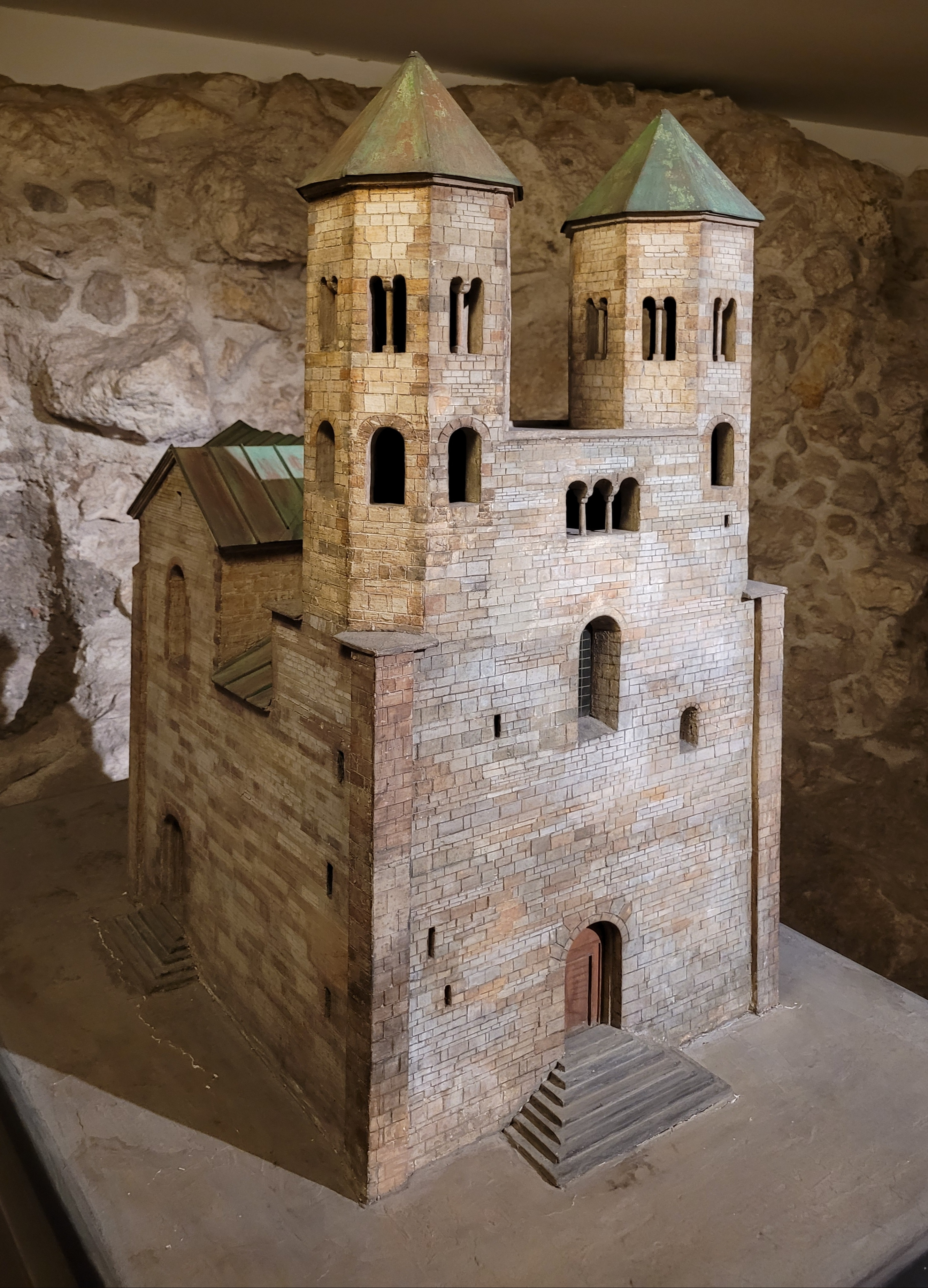
Modelo de reconstrucción de la iglesia en estilo románico.
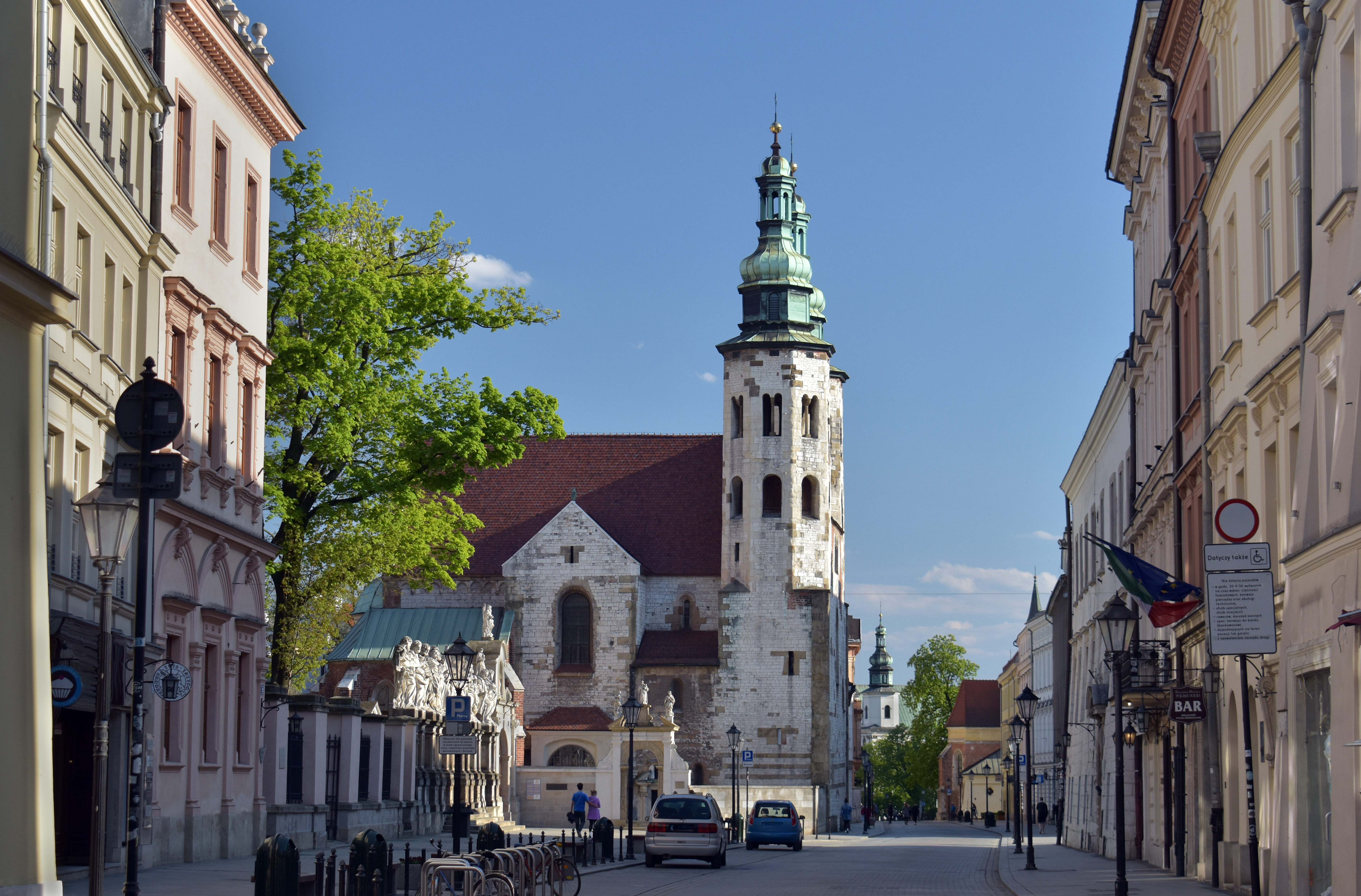
Vista desde el norte desde la calle Grodzka.
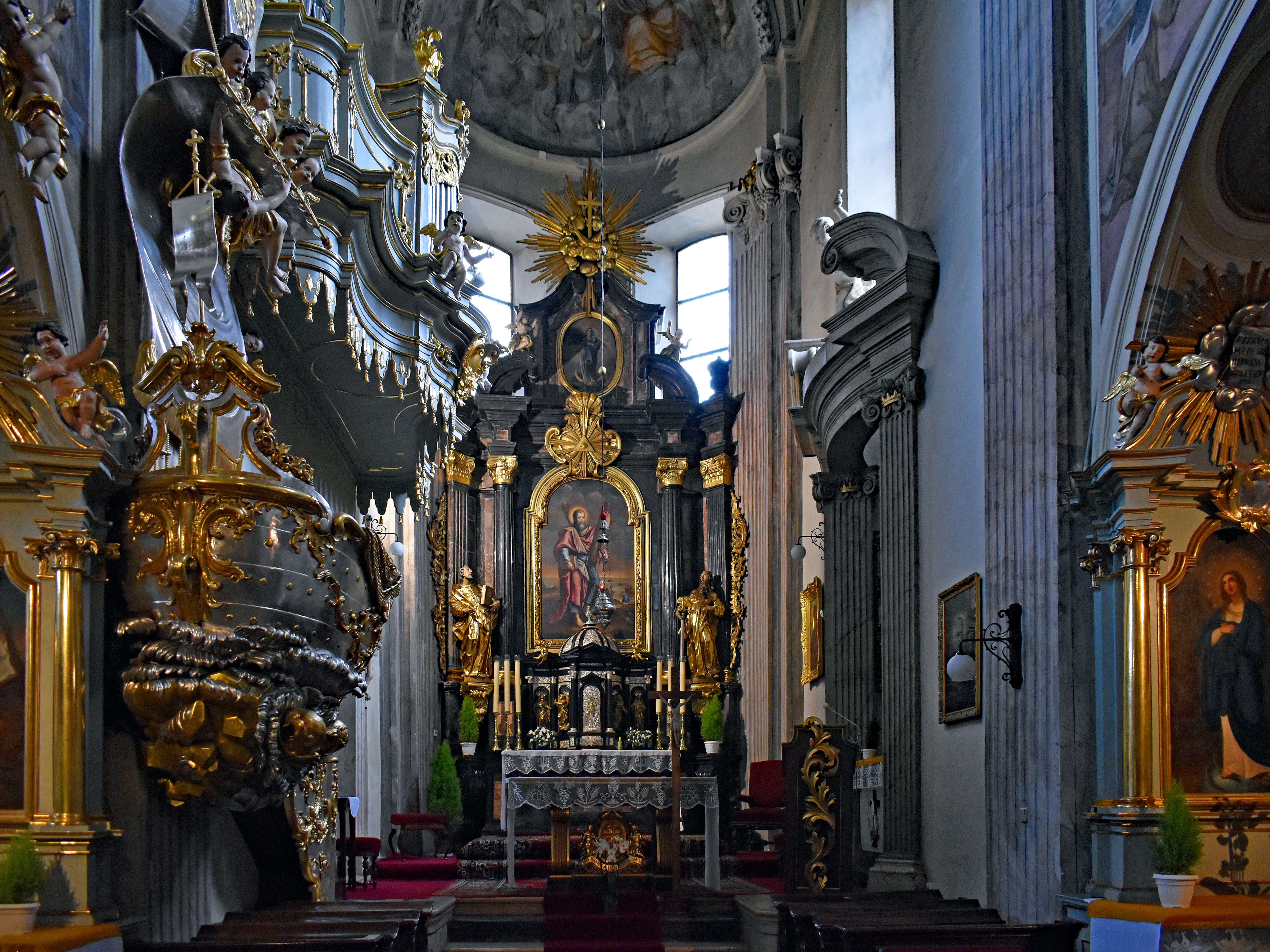
Interior de la iglesia.